# Ledropsis lutescens
Ledropsis lutescens är en insektsart som beskrevs av William Lucas Distant 1916. Ledropsis lutescens ingår i släktet Ledropsis och familjen dvärgstritar. Inga underarter finns listade i Catalogue of Life.